# Mia
Myia (em grego clássico: Μυῖα, significando "mosca") foi uma filósofa pitagórica e poetisa, considerada bela. Ela era filha de Teano e Pitágoras.
Foi casada com Milo de Crotona, o famoso atleta. Luciano, em seu "Em honra de um voo", diz que poderia falar muito sobre a vida de Myia, filha de Pitágoras, não fosse esta já conhecida de todos.
Como as outras filósofas pitagóricas escreveu sobre a aplicação do princípio no cotidiano da mulher.[carece de fontes?] Ela é citada por Clemente de Alexandria na obra Stromata e por Jâmblico no escrito Vida de Pitágoras.